# Dendrobium stenoglossum
Dendrobium stenoglossum är en orkidéart som beskrevs av François Gagnepain. Dendrobium stenoglossum ingår i släktet Dendrobium, och familjen orkidéer. Inga underarter finns listade i Catalogue of Life.